# 契丹

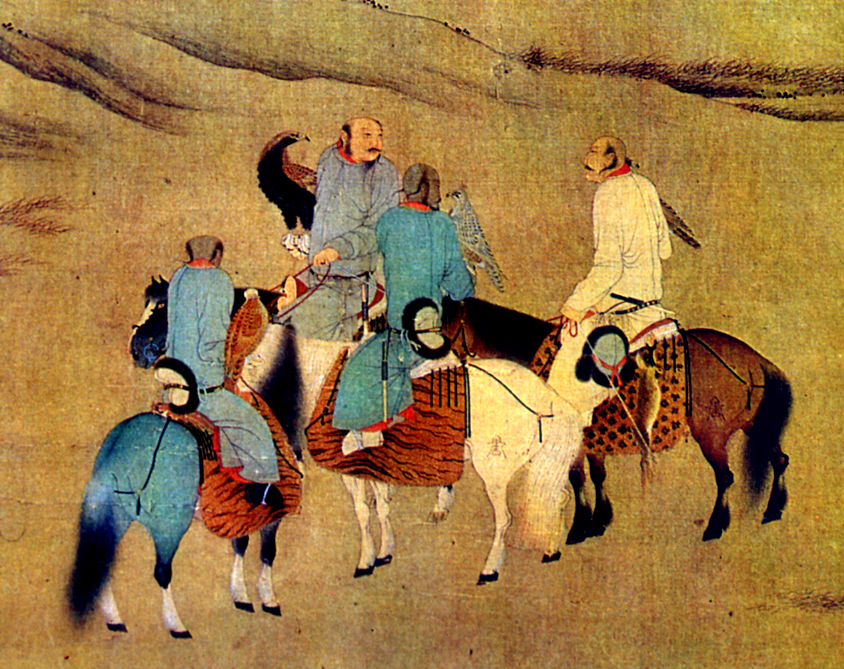
宋代に描かれた契丹人の絵

契丹（きったん、キタン、キタイ、拼音: Qìdān、英:Khitan）は、現在のモンゴル、中国東北部、極東ロシアに相当する地域に4世紀頃から居住していた北東アジアの歴史上の民族である。遊牧民であったとされている。
契丹人は、原モンゴル人から鮮卑人を経た子孫であり、モンゴル語族の汎モンゴル語であり現在は消滅している契丹語を話した。契丹人は、シベリア、モンゴル、中国北部の広大な地域を支配した遼王朝（916〜1125）を建国し、その指導者となった。遼朝の契丹族は、契丹小字と契丹大字の2種類の独立した文字を使っていた。
1125年、金の侵攻により遼王朝が滅亡すると、多くの契丹が耶律大石の一派に従って西へ向かい、中央アジアにカラ・キタイ（西遼王朝）を建国した。このほか、中国の北遼、東遼、後遼、ペルシャのクトゥルグ＝ハニード朝なども契丹が建国した政権である。現在、中国東北部の少数民族として認められているダウール族は、契丹人の遺伝的子孫である。
中国の歴史的名称である「キタイ」は、契丹という言葉に由来している。

## 歴史

### 契丹の起源と黎明期
『遼史』に記される伝承によれば、土河（老哈河）の東にある馬孟山（馬鞍山）から白馬に乗った神人が、潢河（西拉木倫河）西岸の平地松林から青い牛の牛車に乗った天女と、両河の合流地点にある木吐山で出会い結婚して8人の子を儲け、契丹古八部の祖先になったとされ、中国の歴史教科書にも紹介されている。また、永州木吐山に始祖・奇首可汗の祖廟があり、可敦（皇后）と先の八子の像が在るとする。
契丹の起源は拓跋部ではない宇文部から古くに分かれた東部鮮卑の後裔で、庫莫奚もしくは室韋と同系になると考えられている。『新唐書』では、かつて匈奴に破られて逃れてきた東胡の子孫とする。『魏書』、『北史』、『隋書』によると、宇文部であった奚（庫莫奚）ともつながりがあり、ともに4世紀半ばに前燕の慕容皝に敗北し、松漠の間（今の赤峰地区）に逃れて居住し、388年に北魏に敗れ、奚と分離し、その東方に暮らすようになったとされる。

5世紀頃の東夷諸国と契丹の位置。

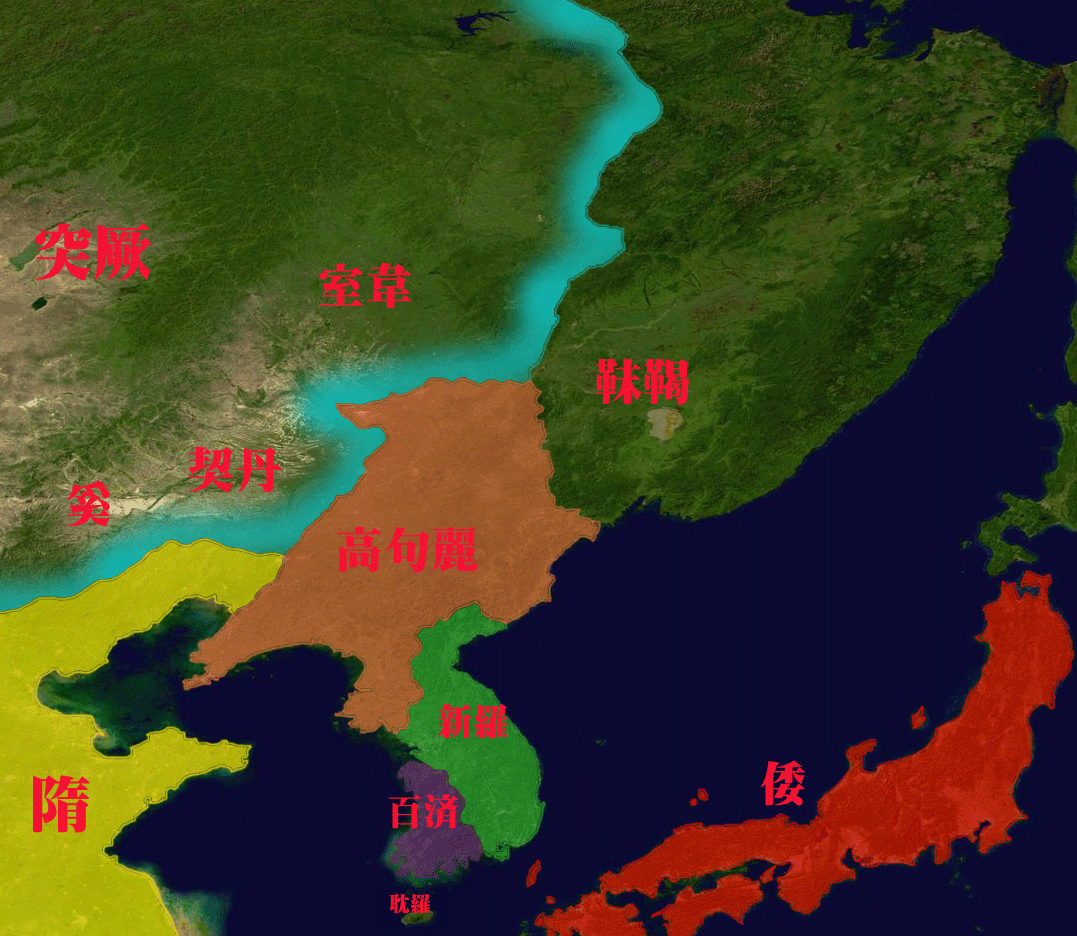
6世紀頃の東夷諸国と契丹の位置。

5世紀に至って人口が増え、北魏の北方を侵すようになった。5世紀半ばから、北魏に朝貢し、交市を行うようになった。479年、柔然と組んだ高句麗の侵略を怖れ、北魏に来降し、白狼水（今の大凌河）の東岸一帯に移り住んだ。この時の人口は、1万余人であったと伝えられる。6世紀に入っても、北魏への朝貢は絶えなかった。553年には、北斉の国境を侵して文宣帝に敗北し、部族の大部分が捕らえられて、諸州に分置される。残った部族もまた、突厥に攻められ、高句麗を頼っていった。
この時代の契丹は、悉万丹・阿大何（大賀）・具伏弗・郁羽陵・日連（遙輦）・匹黎爾・吐六干・羽真侯の古八部から構成され、常には連盟していなかったとされる。

### 大賀氏の時代
6世紀末〜8世紀には、西は老哈河から東は遼河・南は朝陽までの地域に住み、北斉に従属していた9つの州に居住する大賀氏八部（構成部族）が連盟を結び、紇使部から出た大賀氏を君長に戴いていた。戦争を行う時は、八部が合議して行い、独断で行うことはできない合議体制であった。狩猟は部別に行われたが、戦争は合同で行ったと伝えられる。

7世紀後半の東夷諸国と唐の羈縻（きび）支配。

当初は、突厥に臣事し、八部の族長は俟斤（イルキン）の官に任じられる。584年から585年にかけて、隋に来降する。586年、部族同士の争いが行われ、隋の文帝（楊堅）は使者を使わしてこれを責める。そのため、契丹は隋に罪を謝した。この後、高句麗に従属していた曲拠部-玄州、突厥に従属していた内稽部-威州の合わせて10部族が隋へ帰順する。隋は突厥との友好のため、彼らを故地に帰そうとしたが、これを拒否し、北に移って遊牧する。突厥は沙鉢略可汗の時に人を遣わして統治したが、契丹はこれを殺して逃れ、611年に改めて隋に朝貢する。618年、隋末唐初の戦乱の際に、中国を侵略し、619年には平州を攻める。621年、契丹別部の酋帥である孫敖曹が唐に使いを遣わし、附く。623年、唐の李淵に使者を送り、貢納を行う。628年には、君長の摩会が部族を率いて、唐に来降する。突厥の頡利可汗は引き渡しを求めたが、唐の李世民はこれを拒絶した。645年、唐の高句麗攻撃に参加し、その帰路に、君長である大賀氏の窟哥が左武衛将軍に任じられる。648年には、唐に内属し、松漠都督および使持節10州諸軍事に任じられ、国姓の李氏をもらう。この頃には、突厥から来降した松漠部-昌州・沃州の両州と紇使部から別れた乙失革部-帯州を加え12部となり、勝兵4万余を擁して羈縻政策の管理下へ置かれた。
窟哥の死後、松漠都督の阿卜固が奚と結んで反乱を起こすが、660年、唐の行軍総管である阿史徳枢賓に敗れて鎮圧された。窟哥の孫である李尽忠が松漠都督となる。
696年5月、武則天の統治下のもと、営州都督・趙文翽の横暴略奪に不満が高じて李尽忠と孫敖曹の孫・孫万栄が趙文翽を殺害し、営州を奪うと、10日の内に数万の兵が蜂起、再度反乱を起こした。契丹軍は兵を率いて河北一帯を寇掠し、8月28日には西硤石谷・黄獐谷で唐軍を大破するが、その後平州の攻略に失敗、10月22日に李尽忠は病死した。697年3月、孫万栄は再び唐軍と東硤石谷で交戦し壊滅させる。5月に入り、唐は20万の兵を組織。6月下旬に契丹軍は趙州を攻略するが、数日後に唐軍が奚を率いて、孫万栄の新築した城を落城させると、将兵の心が離れ契丹軍は潰散、6月30日に孫万栄は部下の手で謀殺された。これにより、契丹は突厥の傘下に入ることとなった。700年、李楷固ら、かつての孫万栄から唐に降伏した将によって、契丹は敗北する。

8世紀、9世紀の東夷諸国。

714年（715年？）、契丹首領の李失活（李尽忠の従父弟）が部族を率いて、玄宗期の唐に降伏する。李失活は改めて、松漠都督となり、松漠郡王に任じられる。李失活は長安に出向き、717年、宗室外の女子である永楽公主の降嫁を受ける。718年、李失活が死去し、その従父弟の娑固が後を継いだ。娑固は、大臣であり、驍勇で衆心を得ていた可突干と不仲となり、可突干に攻められ、営州まで逃亡する。唐の営州都督は、娑固と奚王・李大輔および唐軍の精鋭500名に可突干を攻撃させるが、娑固・李大輔は殺され、唐軍の将は捕らえられる。営州都督は西に逃亡した。可突干は、娑固の従父弟にあたる鬱干を立て、唐に罪を乞うたので、鬱干が松漠都督に任じられた。
722年、鬱干は長安に出向き、降嫁を乞うたので、松漠郡王に封じられ、燕郡公主が降嫁する。可突干も来朝し、左羽林将軍に任じられる。723年、鬱干が死去し、弟の吐干が後を継ぎ、燕郡公主を妻とする。吐干は可突干と反目し、725年、燕郡公主とともに唐に来奔し、契丹にもどらなかった。そのため、可突干は李尽忠の弟である邵固を主とした。冬に、玄宗の泰山への封禅の際に、邵固は行在所に出向き、広化郡王に封じられ、東華公主が降嫁させられる。可突干は唐に冷遇され、不平を抱いていたと伝えられる。
730年、可突干は邵固を殺し、奚とともに突厥に降る。可突干は屈列（洼可汗？）を主とする。732年、唐の信安王・李禕率いる唐軍に敗れ、多くのものが捕らえられて、可突干は逃亡し、奚も唐に降伏する。733年、唐を侵略する。可突干は突厥と連合し、唐軍を大破する。唐の討伐軍に、張守珪が任じられ、可突干は偽って降伏し、突厥に就こうとするが、張守珪の離反策により、可突干を兵を分掌していた松漠府衙官・李過折が夜襲を行い、可突干と屈列を殺した。735年、李過折は唐により、北平郡王に封じられ、松漠都督となる。同年、可突干の余党であった涅里（泥里とも表記される。「遼史」によると耶律阿保機の始祖にあたる）が、李過折を殺し、その子・剌干は唐に逃げていった。737年、張守珪によって、再度破られる。

### 遙輦氏の時代
この頃に、大賀氏と八部は先述の戦乱と内紛で衰微逃散し、八部の大帥であった遙輦氏の李懐秀（遙輦組里）が涅里によって、立てられ、阻午可汗となる。745年、唐に降り、李懐秀は松漠都督に任じられ、崇順王に封じられる。また、静楽公主の降嫁を受ける。同年、奚ともに反乱を起こし、静楽公主を殺したが、唐の節度使であった安禄山によって敗れる。唐によって、楷落が恭仁王に封じられる。750年、安禄山によって、契丹・奚の酋長が多く、毒殺される。751年、契丹が反乱を起こそうとしているとして、安禄山によって攻められたが、これを大破する。753年、再び、唐に降伏する。756年、安史の乱の勃発後、安禄山が不在となっていた范陽を奚とともに攻撃する。なお、安禄山配下には、多数の契丹人が入っていたと伝えられる。
この後、安史の乱の混乱と後に河北に節度使が割拠することにより、文献によって記述が大きく異なり判然としないが、遙輦氏が3部の耶律氏・2部の審密氏（後の蕭氏）を含めた一族の10部とも12部とも20部とも記される諸部が契丹を統治したとされる。また、河北の節度使が兵備を厳しくしたため、契丹の侵攻は少なく、毎年もしくは隔年に、使者が長安に入り、唐の皇帝に面会した。その一方で、契丹はウイグルに付随していたと伝えられる。842年、ウイグルが破れたため、酋の屈戍（耶瀾可汗）が唐に内附し、印を与えられる。
咸通年間に、唐に使者を入朝させた契丹王・習爾（巴剌可汗）の時に部族はようやく強くなり、習爾の死後、一族の欽徳（痕徳菫可汗）が後を継いだ。唐末、光啓年間に奚や室韋を侵略して服属させ、劉仁恭を何度も攻めた。欽徳の晩年に政治が衰え、その死後、迭剌部の耶律阿保機（やりつ あぼき）が契丹王となった。

### 遼

10世紀の契丹の版図。

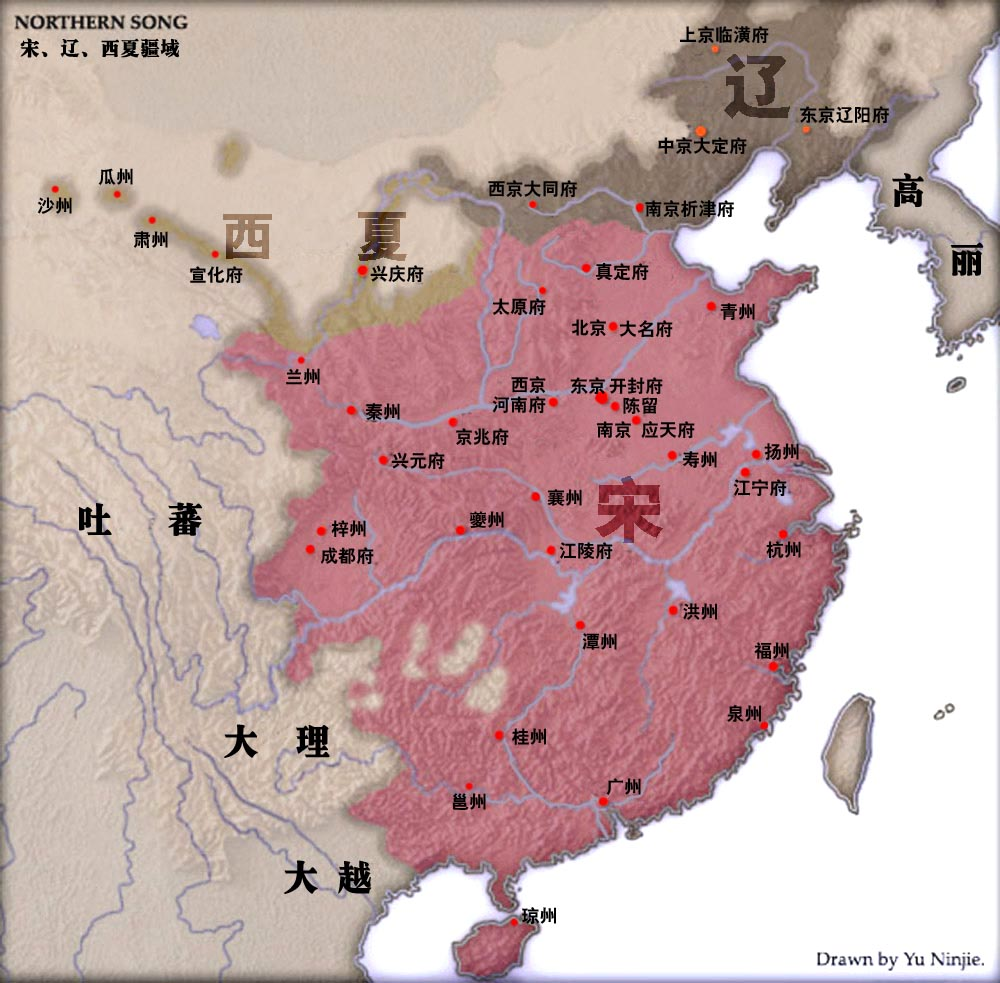
遼、西夏、北宋、の位置。

10世紀に耶律阿保機が登場し、八部を纏め、916年に唐滅亡後の混乱に乗じて自らの国を建て、国号を遼とし、契丹国皇帝となった。契丹は勢力を拡大して、北の女真や西の西夏・ウイグル・突厥諸部・沙陀諸部を服属させ、東の渤海や西の烏古を滅ぼした。二代目耶律徳光の頃、後唐では内紛が起こり、石敬瑭（せき けいとう）に正統なる者として晋皇帝の称号を与え、援助をし燕雲十六州の割譲を成立させる。こうして後唐は滅び後晋が建国となる。
その後、しばらくの間は中国文化を取り入れようとする派と契丹の独自風習を守ろうとする派とに分かれて内部抗争が起き、南に介入する余裕が無くなった。その間に南では北宋が成立する。内部抗争は六代目聖宗期に一段落し、再び宋と抗争するようになった。1004年、南下した遼と北宋は盟約（澶淵（せんえん）の盟）を結び、北宋から遼へ莫大な財貨が毎年送られるようになった。経済力を付けた遼は東アジアから中央アジアまで勢力を伸ばした強国となった。
しかし宋からの財貨により働かなくても贅沢が出来るようになった遼の上層部は次第に堕落し、武力の低下を招いた。また、内部抗争も激しさを増し、その間に東の満州で女真族が台頭し、1125年に宋の誘いを受けた女真族の金により遼は滅ぼされた。
この時に皇族の耶律大石（やりつ たいせき）は部族の一部を引き連れて、中央アジアに遠征し西ウイグル王国・カラ・ハン朝を征服、契丹語でグル・ハーン、中国語では天祐皇帝と称号を改め西遼を建てた。1126年、現在のキルギス共和国の首都付近にクズ・オルドという都を定める。トルコ人にはカラ・キタイと呼ばれた。これは黒い契丹の意味である。耶律大石は更にセルジューク朝の軍を撃破して、中央アジアに基盤を固め、故地奪還を目指して東征の軍を送るが、途上で病死した。
耶律大石死後の西遼は中央アジアで勢力を保持したが、チンギス・ハーンによってモンゴル高原から追われて匿ったクチュルクによって簒奪され、西遼は滅びた。

### 遼の滅亡後
一方で遼が滅びた時に残った人々は金の中で諸色人に入れられて、厳しい収奪を受けた上に対南宋戦争では兵士として狩り出され、これに反発した契丹族は度々反乱を起こした。特に金の海陵王の時の反乱は、海陵王が殺される大きな要因となった。
金滅亡後はチンギス・ハーン率いるモンゴル帝国の下で漢人に組み入れられた。元来遊牧民でモンゴル周辺部に居住していた彼らは、ほとんどがモンゴル人と普通に会話でき、大半は中国語や漢文にも長けていた。その為漢人とモンゴル人の橋渡しを行うことが多く、この中にモンゴル帝国に仕えた耶律楚材がいる。

## 文化・習俗

### 婚姻
元来の契丹人は厳格な氏族外婚制を行い、同氏族内（耶律姓-世里氏族・遙輦氏族・大賀氏族ほか、蕭姓-抜里氏族・乙失革氏族・述律氏族ほか）の婚姻は行われなかったが、遼建国以前の契丹は大部分が両姓で占められたため両姓による通婚制とも言え、胞族外婚制と呼ばれる。

### 経済
史書では、契丹は靺鞨と同じ風俗とされ、狩猟・略奪を好み、また、貂やその他の毛皮や名馬を交易したと記す。
5世紀後半の記録では人口十数万・雑畜数十万頭、6世紀末の記録にも同じく人口十数万・雑畜数十万頭という記述が見られるが、出土物から6世紀後半以降の農業民と手工業民の分化が認められる。また、新唐書には7世紀末に起きた契丹の大規模な略奪が書かれており、8世紀中葉から遼建国前後までは奴隷制の時代と考えられている。
契丹人にとって漁業は重要で、遼代に至っても漁業は大きな役割を占めていたとされる。

### 言語
史書によれば、契丹、室韋、庫莫奚、豆莫婁は同じ言語であると記されている。
12世紀、中国宋代の『夷堅志』（1198年頃）は「契丹の小児ははじめ漢文を読むのに、まず俗語でその文句を顚倒して習っている。たとえば漢文で『鳥宿池中樹。僧敲月下門』という詩の句を読むとき、『月明裏和尚門下打。水底裏樹上老鴉坐』とするのである」と伝えており、契丹語の構成法はアルタイ系のSOV型であると推測することができる。19世紀、契丹語史料の研究が進むと、ドイツのユリウス・ハインリヒ・クラプロートは満州語に似ているとし（1823年）、ショットもツングース系に属すと推定した（1880年）。これに対し、日本の白鳥庫吉は中国史書から契丹語を抽出し、これを当時の北アジア諸民族の言語と比較した結果、ある単語はモンゴル語、またある単語はツングース語で解きえるとし、契丹語はモンゴル語とツングース語の混成であると推論、現代でいえばソロン人かダフール人かのどちらかに該当するとした。さらにソロン人とダフール人の使用する数詞と、中国の史書の中から抽出した契丹語の数詞「一、五、百」の三語を対照させて、それがダフール語に最も近似しているとした（1912年）。またロシアのニコラス・ポッペの研究によってダフール語はモンゴル語の古形をとどめるモンゴル語の一方言であることが明らかにされた（1934年）。よって、契丹語はモンゴル語の古形をとどめるモンゴル語の一方言に最も近い言語と考えてよい。

### 文字
契丹は中国文化や回鶻文化の影響を受け、契丹語を表記するための契丹文字を創出した。漢字をもとにした契丹大字と、ウイグル文字をもとにした契丹小字の2種類が存在する。920年（神冊5年）に遼の耶律阿保機が公布し、1191年（明昌2年）に金が契丹文字使用禁止令を出すまで使用された。

### 葬儀
史書では、子や孫が死ねばその親は泣いて悲しむが、父母が亡くなった際、泣き悲しむ者は「不壮者」とされ軽蔑される。遺体は馬車に乗せて山中に入り、樹の上に3年間置いて白骨化させた後、その遺骨を火葬する。墓はつくらず、これは室韋や豆莫婁と似ている、と記す。墳墓群も発見されており、多くは火葬された遺骨や遺灰が武具や陶器などと共に土坑へ埋葬されているが、高麗や扶余の影響を受け竪穴や石棺に埋葬されている場合もある。

### 宗教
遼代に仏教・道教・儒教が流入する以前は、上記の木吐山と魂を司る黒山に神が宿るとして、木吐山神・黒山神・天・地・日を祀り信仰していた。

### 政治体制
契丹には君長がおり、契丹を構成する8部族の部族長を束ねる。議会を開き独断をしない。代々大賀氏が君長を務めていたが、大賀氏が衰退したため、協議の末に耶律氏が君長に選ばれる。など、アテナイやローマ等の古代社会に見られる軍事民主主義が布かれていた。
各部族長は基本的に「大人（たいじん）」と称すが、突厥に臣従していたころは「俟斤（イルキン）」と称し、唐に臣従していたころは「刺史（しし）」となった。

## 構成部族
以下は『魏書』と『北史』に記載の部族名。括弧内は『魏書』顕祖紀、『通典』の表記。
- 悉万丹部
- 阿大何部
- 伏弗郁部
- 羽陵部
- 日連部
- 匹絜・黎（匹黎爾）部
- 吐六干（叱六干）部
- 羽真侯部

以下は『新唐書』に記載の部族名と州名。唐は契丹の地を松漠都督府とし、その8部に9つの州を置いた。
- 達稽部→峭落州
- 紇使部→弾汗州[注釈 7]
- 独活部→無逢州
- 芬問部→羽陵州
- 突便部→日連州
- 芮奚部→徒河州
- 墜斤部→万丹州
- 伏部→匹黎州、赤山州

以下は『新五代史』に記載の部族名。
- 伹皆利部
- 乙室活部
- 実活部
- 納尾部
- 頻没部
- 内会雞部
- 集解部
- 奚枿部

## 主な指導者と歴代君主

### 大賀氏・遙輦氏
- 咄羅（? - ?）
- 摩会（? - ?）
- 辱紇主曲拠（? - ?）…契丹大酋。玄州刺史となる。
- 李窟哥（? - ?）…唐の左武衛将軍となり、左領軍将軍兼松漠都督府、無極県男となる。李姓を賜う。
- 李枯莫離（? - ?）…窟哥の曾孫。唐の左衛将軍兼検校弾汗州刺史を歴任し、帰順郡王となる。
- 孫敖曹（? - ?）…来降した突厥人。隋の金紫光禄大夫、雲麾将軍、行遼州総管となる。
- 孫万栄（? - ?）…孫敖曹の曾孫。唐の右玉鈐衛将軍、帰誠州刺史、永楽県公となる。
- 李尽忠（? - ?）…窟哥の子孫。唐の右武衛大将軍兼松漠都督。無上可汗を自称。
- 李失活（? - 718年）…尽忠の従父弟。唐の松漠郡王、左金吾衛大将軍兼松漠都督となる。
- 娑固（718年 - ?）…失活の従父弟。
- 可突干（? - 734年?）…娑固の大臣。
- 鬱干（? - 723年）…娑固の従父弟。松漠郡王、唐の左金吾衛員外大将軍兼静析軍経略大使となる。
- 吐干（723年 - ?）…鬱干の弟。遼陽郡王となる。
- 邵固（725年 - 730年）…尽忠の弟。左羽林軍員外大将軍、静析軍経略大使、広化郡王となる。
- 屈烈（730年 - 734年）→李過折（735年）…洼可汗。契丹衙官。北平郡王、特進、検校松漠州都督となる。
- 剌干（? - ?）…過折の子。左驍衛将軍となる。
- 李懐秀（736年 - 745年）…阻午可汗。契丹大酋。松漠都督、崇順王となる。
- 楷落（746年 - 788年頃）…胡剌可汗。
- 悔落拽何（788年頃 - 794年）…契丹大首領。
- 熱蘇（795年 - 806年）…契丹大首領。
- 悔落鶻劣（806年 - ?）…契丹大首領。
- 薛葛（? -819年- ?）…契丹大首領。
- 介落（817年- ? -835年）…契丹首領、のち契丹大首領。
- 涅列懐（836年 - ?）…契丹大首領。
- 屈戍（? -842年- ?）…耶瀾可汗。雲麾将軍、守右武衛将軍員外置同正員となる。
- 習爾（? -860年-873年- ?）…巴剌可汗。契丹王。
- 欽徳→沁丹（882年頃 - 906年）…痕徳菫可汗。習爾の族人。

### 耶律（ヤルート）氏
1. 耶律阿保機（907年 - 926年）
  - 述律平（926年 - 927年）
2. 耶律徳光（926年 - 947年）
3. 耶律阮（947年 - 951年）
4. 耶律璟（951年 - 969年）
5. 耶律賢（969年 - 982年）
6. 耶律隆緒（982年 - 1031年）
7. 耶律宗真（1031年 - 1055年）
8. 耶律洪基（1055年 - 1101年）
9. 耶律延禧（1101年 - 1125年）

### 北遼と西北遼
1. 耶律淳（1122年3月 - 6月）
  - 蕭普賢女（1122年6月 - 12月）
2. 耶律雅里（1123年5月 - 10月）
3. 耶律朮烈（1123年10月 - 11月）

### 西遼（カラ・キタイ）
1. 耶律大石（1124年 - 1143年）
  - 蕭塔不煙（1144年 - 1150年）
2. 耶律夷列（1151年 - 1163年）
  - 耶律普速完（1164年 - 1178年）
3. 耶律直魯古（1179年 - 1211年）
4. 屈出律（1212年 - 1218年）…ナイマン人

## 各言語での「契丹」

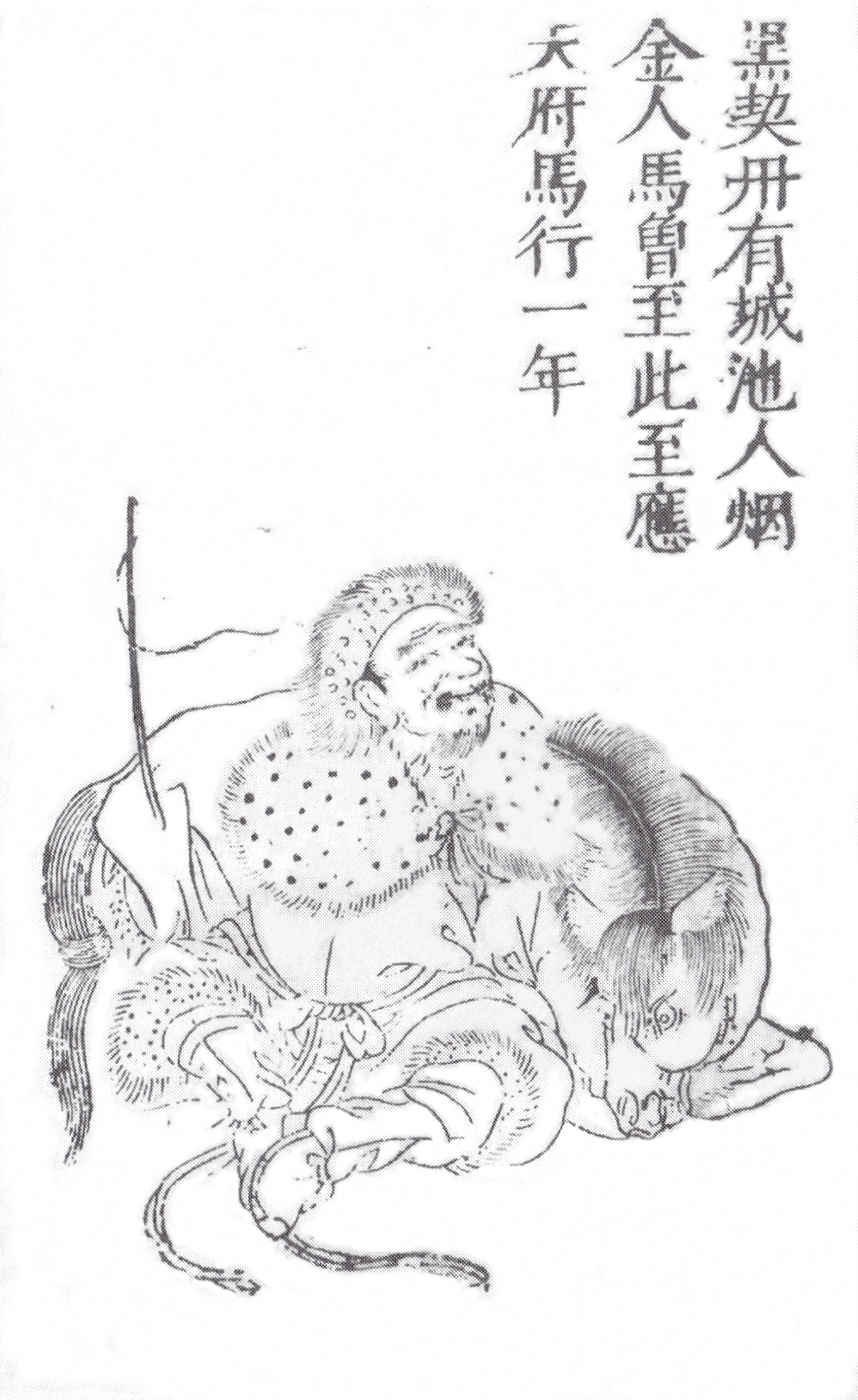
馬と契丹人の水墨画（1607年、明）

英語で中国の旧名であるCathay、ロシア語で中国を意味するКитай(Kitay)、モンゴル語で中国あるいは漢民族を示すХятад(Hyatad)などは契丹に由来する。
11～13世紀における、モンゴル高原のモンゴル人にとって、「中国」とは、漢民族の宋ではなく、契丹の遼であった。そのため、モンゴル語では「中国」のことを「契丹」で呼ぶようになった。
モンゴル帝国の拡大に伴い、モンゴル人が中央アジアや西アジアに移住した結果として、同時代のアラビア語・ペルシア語文献には、契丹や広く北中国全域を指す場合「ハター（ウ）」ないし「ヒター（ウ）」 الخطاء al-Khaṭā'/al-Khiṭā' と呼ぶようになった。特に中央アジア・イランで編纂されたペルシア語の地理書・年代記などでは、（ソグド語の時代から）中国全般を指す「チーン（支那）」چين Chīn  ないし「チーニスターン（震旦）」 چينستان Chīnisān という呼称が存在し、13世紀半ばまでは北中国を指す別の呼称として「タムガーヂュ（拓跋）」 طمغاج Ṭamghāj などの語も使われていた。
モンゴル帝国時代以降は「ハターイ（ー）」ないし「ヒターイ（ー）」ختاى Khatāī/Khittāī という表記が一般化し、これ以降、北中国方面を指す言葉として「ヒターイー（ハターイー）」が定着していったようである。
モンゴル帝国時代の中期モンゴル語では単数形のキタン Qitan よりも複数形のキタド（キタト 乞塔惕） Qitad/Kitat で呼ぶ場合がより一般的に見られ、金朝についていう時も「キタド」という呼称が使われる。たとえば「金朝皇帝」という場合、『元朝秘史』では「キタドの民の金朝皇帝」（乞塔惕 亦舌児格訥　阿勒壇 罕 Kitat-irgen-ü Altan Qan）という表現があり、『集史』のペルシア語文でも、「ヒターイーの帝王であるアルタン・ハン」（ پادشاه ختاى التان خان pādshāh-i Khitāī Altān khān）と同様の表現がされている。
東欧においては、チンギス・ハンの孫であり、かつ、長男ジョチの後継者であるバトゥが東欧を征服(モンゴルのルーシ侵攻)し、ジョチ・ウルスを成立させた。そして、現在のロシアを中心とした地域にモンゴル人が支配者として移住したことにより、東スラヴ語はモンゴル語の影響を受けた。その結果として、ロシア語では「中国」をКитайと呼ぶようになった。
マルコ・ポーロなどモンゴル帝国へ訪れたヨーロッパ人が北中国や中国全般を指すのに用いた Chatay, Catay, Katay は、モンゴル語が元朝の公用語であったことに由来する。
日本語でカタイという言葉はCathayという英語になった契丹を語源とするCataiのことで、東方見聞録の頃に西洋人が考えた中国北部を言う。これに対し中国南部はマンジ (Manji) と呼ばれる。